# Länsväg 185
Länsväg 185 går mellan Bottnaryd och Mullsjö. Hela sträckan ligger i Jönköpings län, även om Mullsjö ligger i Västergötland (och Bottnaryd i Småland). Längd 18 km.
Vägen är en genväg för den som följer riksväg 26 mellan Halmstad och Skövde eller vidare, eller omvänd riktning.
Anslutningar:
- Riksväg 40
- Riksväg 47
- Riksväg 26

Vägen Bottnaryd-Mullsjö har haft nummer 185 sedan vägnummer infördes i Sverige på 1940-talet.